# فينانسيو راموس
فينانسيو راموس (بالإسبانية: Venancio Ramos)‏ (مواليد 20 يونيو 1959) هو لاعب كرة قدم. يلعب مع منتخب الأوروغواي لكرة القدم. سبق له أن لعب في كأس العالم لكرة القدم مع منتخب بلاده.

## روابط خارجية
- فينانسيو راموس على موقع الاتحاد الدولي (مؤرشف)  (الإنجليزية)
- فينانسيو راموس على موقع قاعدة بيانات كرة القدم.إي يو (الإنجليزية)
- فينانسيو راموس على موقع ناشيونال فوتبول تيمز (الإنجليزية)
- فينانسيو راموس على موقع عالم كرة القدم.نت (الإنجليزية)